# Felice Tribolati
Felice Tribolati (Pontedera, 11 settembre 1834 – Pisa, 17 aprile 1898) è stato un giurista, avvocato e letterato italiano.

## Biografia

### Infanzia
Felice Tribolati nacque a Santo Pietro Belvedere, nella provincia di Pisa, sul finire del 1831, figlio di Bernardo Tribolati, dottore in legge, e di Giuseppina Balbiani di Giuseppe, intendente di Napoleone sull'Isola d'Elba. Ancora in giovane età, si trasferì assieme al resto della famiglia a Pontedera, dove divenne amico del dottor Vieruccio Vierucci, medico del paese, scrittore, e studioso del mondo animale. Da Pontedera, la famiglia di Felice si trasferì poi a Pisa, città ritenuta dal padre Bernardo più consona agli affari e all'istruzione dei figli.

### Gli studi e la carriera giuridica
Bernardo morì nel 1856 a causa di una malattia; Felice, essendo il più grande dei suoi figli, prese le redini della famiglia, a cui restò legato tutta la vita. Suo malgrado, obbedendo alla volontà del padre e costretto anche dalle necessità economiche, frequentò i corsi di studio di legge all'Università di Siena per diventare avvocato, conseguendo la laurea in Giurisprudenza nel 1852 e ottenendo l'avvocatura a Lucca nel 1856. Quindi si perfezionò negli studi di Diritto criminale, insieme a Tito Giuliani e Francesco Carrara. In seguito, ricevette anche il patriziato dalla Repubblica di San Marino, dove si era recato a trattare negozi di legge per mandato del giudice Giuseppe Giuliani.

### La passione per le lettere
Nonostante la sua principale occupazione fosse nell'ambito della giurisprudenza, la grande passione di Tribolati fu e rimase sempre lo studio delle lettere. Egli ebbe talvolta l'occasione di fare arringhe, di collaborare con dei periodici (tra cui il giornale fiorentino Il Poliziano) e di scrivere numerosi articoli di genere letterario, critico o giuridico (utilizzando spesso lo pseudonimo di Angelo Sirena) che, nel tempo, lo resero famoso. I suoi studi spaziarono in vari campi e la sua produzione letteraria fu notevole e variegata: vi si contano trattati sulla storia della scherma e delle armi, critiche a diverse opere letterarie, come le novelle del Boccaccio, e molto altro. Oltre alla letteratura italiana, studiò quella francese, in particolare quella del XVIII secolo, apprezzando soprattutto Voltaire, e si interessò anche dell'araldica, collaborando al Giornale della Reale Accademia Araldica italiana e scrivendo diverse monografie sugli stemmi delle province italiane, dei Guelfi e dei Ghibellini. Divenne successivamente vice presidente dell'Accademia italiana d'araldica e secondo vicepresidente dell'Annuario della nobiltà italiana dal 1882 al 1898. Scrisse anche molte volte del suo paese natale, Santo Pietro, in particolare nel volumetto Notizie storiche di Santo Pietro, dedicato all'amico Vieruccio Vierucci. È, inoltre, sempre di Tribolati il primo tentativo di raccogliere materiale riguardanti i soggiorni a Pisa del barone e poeta inglese Lord George G.N. Byron. e del poeta marchigiano Giacomo Leopardi. Divenne anche segretario dell'Accademia Alfea di Pisa.

### Gli “Amici pedanti”
Tribolati aveva un gruppo di amici, noto come gli “Amici pedanti”, alcuni dei quali sarebbero poi diventati famosi. Tra questi vi erano Giosuè Carducci, Narciso Feliciano Pelosini, Ottaviano Targioni Tozzetti, Enrico Panzacchi, Giuseppe Chiarini e altri. Il gruppo amava riunirsi nella bottega del caffè dell'Ussero, a Pisa, e a casa dello stesso Tribolati, per condividere le loro opinioni sulla politica e la letteratura del tempo; i membri erano accomunati, in particolare, dal sostegno alla tendenza del Classicismo, allora in netta opposizione con quella del romanticismo. Il giovane Giosuè Carducci, amico di Tribolati, leggeva le sue prime poesie durante gli incontri del gruppo.

### La carica di bibliotecario
Per via della sua profonda cultura e della vastità dei suoi interessi letterari, nel 1885 Tribolati attirò l'attenzione del professor Emilio Teza, allora rettore dell'ateneo pisano, che decise di proporlo alle autorità governative per un incarico di bibliotecario all'Universitaria di Pisa. Fra le autorità vi era un amico dello stesso Tribolati, Ferdinando Martini, allora Ministro della pubblica istruzione, che fu lieto di concedergli l'incarico, che Tribolati ricoprì per dodici anni.

### Gli ultimi anni
Grazie al suo incarico di bibliotecario, lo spirito inquieto di Tribolati, da sempre affascinato dalla letteratura, riuscì finalmente a trovare un po' di pace; tuttavia, egli viveva in un'idealità lontana dai fatti concreti, in quanto non riusciva ad accettare i tempi che cambiavano, e a causa di questo visse poco felicemente gli ultimi anni della sua vita, anche perché la maggior parte dei suoi amici, salvo pochi intimi, tra cui il compaesano Vieruccio Vierucci, morirono o smisero di frequentarlo.
Morì infine, dopo un anno di malattia, nella sua casa a Pisa, il 17 aprile del 1898.

## Opere
Tra i suoi scritti si segnalano:
- Il Voltaire e l'Italia (1860)
- Sull'epistolario italiano di Voltaire accademico della Crusca (1878)
- I crepuscoli pisani (1871)
- Sul giuoco del Mazzascudo o Giuoco del Ponte (1877)
- Notizie storiche di Santo Pietro (1896)
- Il blasone della Divina Commedia (1882)
- Giovanni Carmignani (1878)
- Lord Byron a Pisa (1874)
- Gli stemmi pisani (1874)
- Diporti letterari sul Decamerone (1873)
- Saggi critici e biografici (1891)
- Conversazioni con Giovanni Rosini (1898)